# Kimberly (Alabama)
Kimberly és una població dels Estats Units a l'estat d'Alabama. Segons el cens del 2000 tenia 1.801 habitants.

## Demografia
Segons el cens del 2000, Kimberly tenia 1.801 habitants, 652 habitatges, i 528 famílies. La densitat de població era de 173 habitants/km².
Dels 652 habitatges en un 42,2% hi vivien nens de menys de 18 anys, en un 68,3% hi vivien parelles casades, en un 9,5% dones solteres, i en un 18,9% no eren unitats familiars. En el 17% dels habitatges hi vivien persones soles el 8,4% de les quals corresponia a persones de 65 anys o més que vivien soles. El nombre mitjà de persones vivint en cada habitatge era de 2,76 i el nombre mitjà de persones que vivien en cada família era de 3,11.
Per edats la població es repartia de la següent manera: un 29,3% tenia menys de 18 anys, un 6,7% entre 18 i 24, un 33,1% entre 25 i 44, un 20,5% de 45 a 60 i un 10,5% 65 anys o més.
L'edat mitjana era de 34 anys. Per cada 100 dones hi havia 99,4 homes. Per cada 100 dones de 18 o més anys hi havia 91,6 homes.
La renda mitjana per habitatge era de 46.343 $ i la renda mitjana per família de 52.109 $. Els homes tenien una renda mitjana de 36.977 $ mentre que les dones 29.150 $. La renda per capita de la població era de 17.055 $. Aproximadament el 6,7% de les famílies i el 7,7% de la població estaven per davall del llindar de pobresa.

## Poblacions properes
El següent diagrama mostra les poblacions més properes.